# Road Warriors
Pour les articles homonymes, voir Legion of Doom (homonymie).
Palmarès
Veuillez consulter la section détaillée ci-dessous...
Les Road Warriors aussi connus sous le nom de Legion of Doom (ou L.O.D) est une équipe de catch composée de Road Warrior Hawk et Road Warrior Animal et d'autres catcheurs s'y ajoutant plus tard.
Ils commencent à faire équipe en 1983 à la Georgia Championship Wrestling, un territoire de la National Wrestling Alliance (NWA) avec Paul Ellering comme manager. Leur gimmick s'inspirant de la saga Mad Max plait au public. L'année suivante, ils partent tous les trois à l'American Wrestling Association et remportent une fois le championnat du monde par équipes de l'AWA. Ils partent chez Jim Crockett Promotions (en) en 1986 et y deviennent une des principales équipes de cette fédération de Caroline du Nord.

## Histoire

### Georgia Championship Wrestling (1983-1984)
Au début des années 1980, Joe Laurinaitis et Michael Hegstrand qui sont alors videurs dans des bars dans le Minnesota s'entraîne pour devenir catcheur auprès d'Eddie Sharkey (en). Après quelques mois d'entraînement, Sharkey envoie des photos de ses élèves à Ole Anderson qui est copropriétaire de la Georgia Championship Wrestling. Anderson décide dans un premier temps de faire venir Laurinaitis et il lui propose d'avoir un gimmick s'inspirant de la saga Mad Max en 1982. Il commence par lutter sous le nom de The Road Warrior et porte une tenue de biker lors de son entrée sur le ring.
En juin 1983, The Road Warriors devient une équipe composé de Joe Laurinaitis qui prend le nom de Road Warrior Animal aux côtés de Michael Hegstrand qui se fait appeler Road Warrior Hawk avec Paul Ellering comme manager au sein du clan Legion of Doom composé entre autres de King Kong Bundy, Jake Roberts et The Spoiler (en),. Ils sont rapidement mis sur le devant de la scène et on leur remet les ceintures de champions par équipes national de la National Wrestling Alliance version Georgia Championship Wrestling le 10 juin. Ils perdent ce titre le 4 décembre face à Buzz et Brett Sawyer. En fin d'année, le Wrestling Observer Newsletter  les désigne comme étant les roookies de l'année.
En janvier 1984, Buzz Sawyer se fait renvoyer et les dirigeants de la Georgia Championship Wrestling remettent à nouveau le titre à Animal et Hawk le 28 janvier. Leur second règne prend fin le 6 mai après leur défaite face à King Kong Bundy et The Masked Superstar. King Kong Bundy quitte la fédération quelques semaines plus tard et la Georgia Championship Wrestling décide d'organiser un tournoi pour désigner les nouveaux champions. The Road Warriors remportent ce tournoi et le titre le 20 mai après leur victoire en finale face à Junkyard Dog et Sweet Brown Sugar. Ron Garvin et Jerry Oates les battent le 4 juillet pour devenir champion.

### American Wrestling Association(1984-1986)
À l'été 1984, The Road Warriors débutent à l'American Wrestling Association (AWA) avec leur manager Paul Ellering. Verne Gagne, le promoteur de l'AWA, souhaite en faire les heels mais ils deviennent en quelques semaines les favoris du public. Ils remportent le 25 août le championnat du monde par équipes de l'AWA après leur victoire face à The Crusher (en) et Baron Von Raschke. Peu après cette victoire, ils entament une rivalité avec Curt et Larry Hennig après qu'Animal et Hawk attaquent Curt après un combat.
En 1985, ils sont ensuite les rivaux des Fabulous Ones (Stan Lane et Steve Keirn (en)) puis de The Fabulous Freebirds. Cette même année, l'AWA se rapproche de Jim Crockett Promotions (en) ce qui permet à The Road Warriors d'affronter The Russians (Ivan et Krusher Kruschev) qui sont alors les champions du monde par équipes de la National Wrestling Alliance (version Mid-Atlantic). Leur règne de champion du monde par équipes de l'AWA prend fin le 29 septembre après leur défaite face à Jimmy Garvin et Steve Regal après une intervention de The Fabulous Freebirds,.
En 1986, ils continuent leur rivalité avec The Fabulous Freebirds qui donne lieu à un match en cage le 20 avril au cours de WrestleRock remporté par The Road Warriors. Ils quittent cette fédération quelques jours plus tard.

### All Japan Pro Wrestling(1985-1988)
Entre 1985 et 1988, The Road Warriors luttent ponctuellement au Japon à la All Japan Pro Wrestling (AJPW) grâce à Paul Ellering qui négocie leur venue avec Giant Baba. Au cours de leur premier passage en 1985, ils perdent un match au meilleur des trois tombés face à Jumbo Tsuruta et Genichiro Tenryu champions international par équipes de la National Wrestling Alliance (NWA) le 9 mars.
Le 12 mars 1987, The Road Warriors battent Tsuruta et Tenryu et remportent le championnat international par équipes de la NWA. Ils défendent avec succès leur titre le 30 octobre dans un match revanche. Leur règne prend fin le 10 juin 1988 après leur défaite face à Tsuruta et Yoshiaki Yatsu qui unifient ce titre avec le championnat du monde par équipes de la Pacific Wrestling Federation pour créer le championnat du monde par équipes de l'AJPW.

### Jim Crockett Promotions / World Championship Wrestling(1985-1990)
The Road Warriors lutte ponctuellement sur la côte est chez Jim Crockett Promotions (en), le principal territoire de la National Wrestling Alliance (NWA), en 1985. Le 6 juillet au cours de The Great American Bash, ils affrontent The Russians (Ivan et Krusher Kruschev) dans un match où le championnat du monde par équipes de l'AWA des Road Warriors et le championnat du monde par équipes de la NWA des Russians est en jeu. Ce combat se termine par une disqualification des deux équipes.
Dès la mi 1986, The Road Warriors travaillent principalement pour Jim Crockett Promotions et participent à la première édition de la  Jim Crockett Sr. Memorial Cup (en) le 19 avril,. Ils remportent ce tournoi en éliminant Mark Youngblood et Wahoo McDaniel (en) au second tour, Bobby Eaton et Dennis Condrey (en) en quart de finale et enfin Magnum T.A. et Ron Garvin en finale,. Le 17 mai, ils font équipe avec Dusty Rhodes et deviennent champion du monde par équipes de trois de la NWA après leur victoire face à Baron von Raschke, Ivan et Nikita Koloff. La rivalité avec les Koloffs continue et donne lieu le 5 juillet à un Double Russian Chain match remporté par les Road Warriors.
En 1987, ils unissent leurs forces avec Dusty Rhodes et Nikita Koloff dans une rivalité avec les Four Horsemen. Au cours de Great American Bash, les parties rivales s'affrontent dans le premier WarGames match (en). Ils sont dans l'équipe vainqueur et remporte le match revanche le même mois.
Ils mettent fin à leur rivalité avec les Four Horsemen à Starrcade '87 lorsqu'ils perdent par disqualification face à Tully Blanchard et Arn Anderson.
Ils gagnent également les titres par équipe de six hommes de la NWA deux fois aux côtés de Dusty Rhodes. Ils s'engagent dans une rivalité avec les Powers of Pain (The Barbarian et The Warlord) où les Road Warriors rencontrent leurs égaux physiquement, mais le scénario prend fin lorsque The Powers of Pain quittent la NWA après avoir appris qu'ils devaient perdre face aux Road Warriors dans une série de Scaffold match.
En 1988, Hawk et Animal deviennent heel et battent les Midnight Express pour le titre du championnat mondial par équipe de la NWA le 29 octobre 1988. Durant l'épisode du 26 novembre de la World Championship Wrestling, qui avait reçu des instructions strictes de la part de la direction de TBS interdisant de montrer du sang ou trop de violence, les Road Warriors attaquent Rhodes, enlèvent un pic présent sur leur costume et de tentent de lui crever un œil. Rhodes sera viré à la suite de cet épisode peu après Starrcade '88. Avant de partir, il se fait battre par Animal à Clash of the Champions, et les Road Warriors choisissent un nouveau partenaire en la personne de Genichiro Tenryu pour défendre les titres par équipe de six hommes de la NWA. Le titre sera rapidement abandonné.
The Road Warriors deviennent à nouveau faces du fait que les fans aimaient leurs personnages brutaux et violents. Ils perdent leurs titres de champions par équipe face au Varsity Club (Mike Rotunda et Steve Williams) le 2 avril 1989. Le changement de titre est controversé car l'arbitre Teddy Long a effectué un décompte excessivement rapide. Long sera licencié mais les titres ne seront pas rendus aux Road Warriors. Hawk et Animal passent le reste de leur contrat à la NWA en rivalité avec des équipes comme la Samoan Swat Team, et les The Skyscrapers,. Leur dernière grande victoire à la NWA se déroule face à trois autres équipes (dont les Steiner Brothers) pour remporter le Ironman Tag-Team Tournament à Starrcade '89.
Ils font une dernière apparition à un pay-per-view de la NWA le 19 mai 1990 au WCW Capital Combat, où ils font équipe avec Norman "The Lunatic" contre Kevin Sullivan, Cactus Jack et Bam Bam Bigelow dans un Hair vs Hair match.
Au cours de leur passage NWA, l'équipe a utilisé la chanson Iron Man des Black Sabbath comme thème d'entrée.

### World Wrestling Federation (1990-1992)
Lorsqu'ils arrivent à la World Wrestling Federation en 1990, ils prennent le nom « Legion of Doom » à la demande de Vince McMahon et n'utiliseront que ce nom lors de leur passage dans la fédération. Ils font leurs débuts télévisés le 15 juillet 1990 lors d'un épisode de Wrestling Challenge. Ils entrent rapidement en rivalité avec Demolition, équipe heel composée de Ax (Bill Eadie), Smash (Barry Darsow) et Crush (Brian Adams), qui les mènent à un match à six par équipe dans lequel ils sont accompagnés de Ultimate Warrior. Bill Eadie, qui avait des problèmes de santé est progressivement remplacé par Brian Adams pour devenir le manager de l'équipe. En raison de ce changement, la rivalité entre les deux équipes n'a pas le succès espéré et amènent les Legion of Doom à se focaliser sur les titres. À Summerslam 1991, ils battent The Nasty Boys pour remporter le titre de champions du monde par équipe de la WWF, devenant ainsi la seule équipe à remporter des titres de champions du monde par équipe dans trois des meilleures fédérations des années 1980,. Ils perdent les titres au profit des Money Inc. le 7 février 1992, après quoi ils quittent brièvement la fédération.
Ils reviennent un peu plus tard avec leur manager original Paul Ellering. L'équipe accueille un nouveau membre, une marionnette de ventriloque appelé « Rocco » (qui leur sert d'« inspiration »), mais cette histoire est vite abandonnée. Hawk quitte la fédération car il n'aimait pas cette nouvelle storyline immédiatement après SummerSlam 1992, alors que le contrat d'Animal est annulé à la suite d'une blessure au dos qui le force à quitter le ring.

### The Hell Raisers(1992-1995)
En 1992, Road Warrior Animal se blesse gravement au dos et pense que sa carrière est terminé. Road Warrior Hawk décide de partir au Japon travailler à la New Japan Pro Wrestling où il rencontre Kensuke Sasaki. Sasaki change de nom de ring pour celui de Power Warrior tandis que Hawk ajoute le mot Warrior après son nom de ring et leur équipe se fait appeler The Hell Raisers. Le 14 décembre 1992, ils remportent le championnat par équipes International Wrestling Grand Prix (IWGP) après leur victoire face à Scott Norton et Tony Halme.
Le 4 janvier 1993 au cours de Fantastic Story in Tokyo Dome, ils conservent leur titre face aux Steiner Brothers. Le 3 mai durant Wrestling Dontaku, ils battent Masahiro Chōno et Shinya Hashimoto dans un match sans enjeu.

### World Championship Wrestling (1996)
Lorsqu'Animal est suffisamment guéri pour revenir sur le ring, les Road Warriors signent un contrat avec la World Championship Wrestling (WCW) à la fin de l'année 1995. À leur retour en 1996, ils débutent immédiatement une rivalité avec les Steiner Brothers et la Harlem Heat avant d'entrée en course pour les titres de champions par équipe de la WCW contre Sting et Lex Luger. Les Road Warriors obtiennent plusieurs matches pour les titres mais ne les remportent jamais,.
Ils restent ensuite encore six mois à la WCW, avant de partir à la suite d'une dispute avec Eric Bischoff. L'équipe déclare que Bischoff leur avait promis un deuxième contrat mieux rémunéré, ainsi que d'un contrat distinct du Japon, ce qu'il nie.

### Retour à la WWF (1997-1998)
Après avoir quitté la WCW, l'équipe travaille pour diverses fédérations indépendantes à la fois aux États-Unis et au Japon avant de signer avec la World Wrestling Federation, faisant un retour surprise sous le nom de Legion of Doom à RAW le 24 février 1997, où ils battent The Headbangers. La Legion of Doom entrent en rivalité avec la Hart Foundation. Ils les affrontent dans un match par équipe à 10 à In Your House: Canadian Stampede où ils font équipe avec Stone Cold Steve Austin, Ken Shamrock et Goldust. La Legion of Doom remporte également une deuxième fois les titres de champions par équipe de la WWF le 7 octobre 1997 en battant The Godwinns (Henry O. Godwinn et Phineas I. Godwinn). En novembre 1997, la Legion of Doom est confrontée à la nouvelle équipe New Age Outlaws et perdent leurs titres.
La Legion of Doom affrontera plusieurs fois les New Age Outlaws au cours des deux mois suivants, mais sans récupérer les titres. À la fin du mois de janvier 1998, ils n'apparaissent plus dans les shows télévisés de la WWF à la suite d'une bagarre entre les deux hommes à Raw, signant leur séparation.
Hawk et Animal apparaissent plus tard à WrestleMania XIV lors d'une bataille royale par équipe, où ils se présentent avec un nouveau look, de nouvelles épaulettes et des casques d'intimidation, un nouveau manager (Sunny) et un nouveau nom : la Legion Of Doom 2000. Ils sont annoncés comme une nouvelle version des Road Warriors « pour le nouveau millénaire ». Ils remportent le match et obtiennent une chance pour les titres de champions par équipe à Unforgiven mais ne remportent pas les titres.
Sunny quitte rapidement l'équipe et Droz commence à apparaître avec eux pour remplacer Hawk lorsqu'il ne pouvait pas catcher, il devient ensuite un membre officiel appelé « Puke ». Dans le même temps, Paul Ellering fait son retour, mais s'allie avec les Disciples of Apocalypse qui étaient en rivalité avec LOD. Pour la première fois les Road Warriors participent à un scénario où des tensions naissent entre les membres, amenant à une rupture. Dans ce scénario, Hawk voyait son partenaire Animal incapable de catcher et remplacer par Puke dans l'équipe. L'histoire s'appuie sur les réels problèmes d'alcool et de drogue d'Hawk qui alla même jusqu'à simuler un saut suicidaire du haut du TitanTron (en). Les deux membres expriment des objections sur ce scénario et finissent par quitter la WWF.

### Circuit indépendant (1998-2003)
Après avoir quitté la WWF, les Road Warriors travaillent pour différentes fédérations indépendantes, y compris au pay-per-view de l'i-Generation Superstars of Wrestling le 28 juillet 2000, où ils remportent le titre par équipe. Ils remportent une deuxième fois le titre en décembre de la même année. À cette époque, ils catchent à la fois en équipe et en solo. Animal travaille en solo pour la World Championship Wrestling pendant que Hawk est occupé par des problèmes personnels. Ce dernier vient à bout de son combat contre la toxicomanie et devient born-again christian se liant à la religion de Ted DiBiase et catche dans des shows en 2003.
Les Road Warriors apparaissent également brièvement à la Total Nonstop Action Wrestling durant les premiers jours de la fédération, en sauvant les America's Most Wanted.

### World Wrestling Entertainment (2003-2005)
La dernière apparition télévisée des Road Warriors en tant qu'équipe a lieu le 12 mai 2003 lors d'un épisode de Raw dans un match par équipe contre les champions du monde, Rob Van Dam et Kane. Ils espéraient obtenir un contrat avec la WWE, mais rien ne leur est proposé. Hegstrand (Hawk) meurt cinq mois plus tard, le 19 octobre 2003 à 45 ans.
Palmarès
WWE Tag Team Championship (1 fois)
Animal retourne à la WWE en 2005, faisant équipe avec Heidenreich dans une rivalité contre l'équipe MNM. Au Great American Bash le 24 juillet 2005, Animal et Heidenreich battent MNM pour remporter les titres de champion par équipe de la WWE. Après avoir remporté les titres Heidenreich prend un look plus proche de celui de la Legion of Doom, se coiffe en mohawk et se peint le visage.
Le 18 août 2005, Heidenreich fait officiellement partie de la LOD et est présenté avec sa propre tenue. Peu de temps après avoir remporté les titres par équipe, Animal rend hommage à son ancien équipier Hawk en lui dédicaçant sa victoire. Lors de la rivalité avec MNM, la LOD est rejoint par Christy Hemme en tant que valet/manager pendant une courte période.
Le 28 octobre lors d'une émission de WWE SmackDown, la LOD perd les titres par équipe face à MNM dans un Fatal-Four Way Tag Team match qui comprenait également Paul Burchill & William Regal et The Mexicools (Super Crazy et Psicosis). Quelques mois plus tard, le 17 janvier 2006, la WWE met fin au contrat d'Heidenreich. Animal continue à travailler pour la WWE pendant quelques mois avant de partir en juin 2006.

### The Hell Warriors (2007-)
Palmarès
UWA World Tag Team Championship (1 fois) (actuel)
Le 1er septembre 2007, Joe Laurinaitis (Animal) apparaît à l'All Japan Pro Wrestling et fait équipe avec Kensuke Sasaki pour former les Hell Warriors, sous les noms de Animal Warrior et Power Warrior, en référence à l'équipe que Sasaki et Hawk formaient dans les années 1990. Pour leur premier match ensemble, ils battent l'équipe composée des japonais "brother" YASSHI (Yasushi Tsujimoto) et Shuji Kondo.
Le 11 mai 2008, ils catchent lors de la représentation Dragon-Mania de la fédération Toryumon au Mexique. Ils battent Damian El Terrible et Damian 666 pour remporter les titres de champions du monde par équipe de l'UWA.
Leur thème d'entrée est un megamix de Iron Man de Black Sabbath et Hellraiser d'Ozzy Osbourne.
La WWE a eu l'honneur de les introniser au WWE Hall of Fame 2011 à l'occasion du grand Pay-per-view de WrestleMania XXVII.

### Retour à la World Wrestling Entertainment (2012 - )
Lors des enregistrements de WWE SmackDown, The Road Warrior Animal a fait son retour pour battre Heath Slater.

## Membres
- The Road Warriors/Legion of Doom[32]
  - Road Warrior Hawk
  - Road Warrior Animal
  - "Precious" Paul Ellering (manager)
  - Ahmed Johnson (juste pour quelques matchs comme Wrestlemania 13)

- The Hell Raisers[55]
  - Hawk Warrior
  - Power Warrior

- Legion of Doom 2000
  - Road Warrior Hawk
  - Road Warrior Animal
  - Road Warrior Puke
  - Sunny (valet)

- Legion of Doom 2005[47]
  - Road Warrior Animal
  - Heidenreich
  - Christy Hemme (valet)

- The Hell Warriors[54]
  - Animal Warrior
  - Power Warrior

## Palmarès et récompenses
The Road Warriors/Legion of Doom
- All Japan Pro Wrestling
  - 1 fois NWA International Tag Team Champions en 1987[57]

- American Wrestling Association
  - 1 fois AWA World Tag Team Champions en 1984[58]

- Fighting World of Japan Pro Wrestling
  - 1 fois World Japan Tag Team Champions

- Georgia Championship Wrestling
  - 4 fois NWA National Tag Team Champions en 1983 et 1984[4]

- i-Generation Superstars of Wrestling
  - 2 fois i-Generation Tag Team Champions en 2000[44]

- Independent Pro Wrestling
  - 1 fois IPW Tag Team Champions en 2003[59]

- Jim Crockett Promotions / World Championship Wrestling
  - 3 fois NWA World Six-Man Tag Team Champions avec Dusty Rhodes (2) en 1986 et 1988 et Genichiro Tenryu (1) en 1988[22]
  - 1 fois NWA World Tag Team Champions (Mid-Atlantic version) en 1988[23]
  - Iron Team Tournament en 1989[28]
  - Jim Crockett, Sr. Memorial Cup en 1986[60]

- Pro Wrestling Illustrated
  - PWI Tag Team of the Year de 1983 à 1985 et en 1988[61]
  - Classée 1re des 100 meilleures équipes au PWI Years en 2003[62]

- Professional Championship Wrestling (Texas) 
  - 1 fois PCW Tag Team Champion en 2003[32]

- World Wrestling Federation/Entertainment
  - 2 fois WWF Tag Team Champions en 1991 et 1997
  - Membres du WWE Hall of Fame en 2011

- Wrestling Observer Newsletter awards
  - Débutants de l'année en 1983[63]
  - Équipe de l'année en 1984[64]
  - Membres du Wrestling Observer Hall of Fame en 1996[65]

The Hell Raisers
- New Japan Pro Wrestling
  - 2 fois IWGP Tag Team Champions en 1992 et 1994[66]

Legion of Doom 2005
- World Wrestling Entertainment
  - 2 fois WWF World Tag Team Champions en 1991 et 1997[30]
  - 1 fois WWE Tag Team Champions en 2005[51]

The Hell Warriors
- Toryumon Mexico
  - 1 fois UWA World Tag Team Champions en 2008[56]